# Rihei Sano
Rihei Sano (佐野 理平, Sano Rihei, Prefeitura de Shizuoka, 21 de setembro de 1912 - Japão, 26 de março de 1992) foi um ex-futebolista japonês, atuava como goleiro.[carece de fontes?]

## Biografia
Sano nasceu em Shizuoka. Devido ao fato de que havia muito mais contato físico entre os jogadores e os goleiros em sua época, Rihei Sano exigiu não apenas bom posicionamento e reflexos rápidos, mas também excelente força física. Ele entrou para a escola secundária de Shizuoka e depois para a Universidade de Waseda, em Tóquio. Ele jogou pela Waseda WMW e fez parte da Seleção Japonesa de Futebol nas Olimpíadas de Berlim em 1936 (03 a 15 de agosto), jogou apenas 2 partidas pela seleção. Em 1937, Sano serviu como capitão do time de futebol do Waseda WMW. Ele morreu em 26 de março de 1992.

## Olimpíadas de Berlim (1936)
Na primeira rodada do torneio olímpico, suas defesas foram importantes para alcançar o "milagre de Berlim", no qual o Japão voltou a vencer no segundo tempo, com dois gols contra a Suécia.

## Estatísticas pela Seleção Japonesa
| Seleção Japonesa | Seleção Japonesa | Seleção Japonesa |
| Ano              | Partidas         | Gols             |
| ---------------- | ---------------- | ---------------- |
| 1936             | 2                | 0                |
| Total            | 2                | 0                |